# Guerra Constitucionalista
Der Guerra Constitucionalista war ein bewaffneter Konflikt in Nicaragua zwischen der Partido Conservador und der Partido Liberal um die Präsidentschaft. Er dauerte vom Mai 1926 bis zum 4. Mai 1929.

## Verlauf

### Vorgeschichte
Am 25. Oktober 1925 putschte Emiliano Chamorro Vargas gegen José Carlos Solórzano Gutiérrez. Solórzano blieb bis zum 16. Januar 1926 Präsident. Die Regierung Emiliano Chamorro Vargas wurde von der US-Regierung nicht anerkannt, da sie aufgrund eines Putsches zustande gekommen war.
Im Mai 1926 wurde der bisherige Vizepräsident Juan Bautista Sacasa in Puerto Cabezas von der Partido Liberal zum Präsidenten proklamiert. Die Partei berief sich dabei auf die Verfassung, dass bei Abwesenheit des Präsidenten der Vizepräsident dessen Funktionen übernimmt.
Die Truppen seiner Partido Liberal kontrollierten die Miskitoküste von Bluefields bis zur Mündung des Río Grande de Matagalpa.

### Landung des US-Militärs
Am 6. Mai 1926 erreichte der Kreuzer Nr. 19 USS Cleveland (1903–1930) Bluefields. Das USMC landete am 7. Mai 1926 und erklärte eine Neutrale Zone, womit die zweite US-Militärintervention in Nicaragua begann.
Am 14. November 1926 wurde wieder Adolfo Díaz, der Buchhalter des US-Bergbauunternehmens The Rosario and Light Mines Co. Präsident.

„Puerto Cabezas, Nic. 23. Dezember 1926. Memorandum für Dr. Sacasa, es wird die Konversation des Nachmittags bestätigt.
Das folgende Gebiet wird hiermit zur neutralen Zone erklärt:
Puerto Cabezas und Bilwi, einschließlich der Umgebung in einer Entfernung von zwei Meilen, in diesen werden weder Waffen, Munition, noch Messer, usw. getragen. In der neutralen Zone darf keine Rekrutierung noch anderen Aktivitäten, zum Durchführen von Feindseligkeiten stattfinden. Doctor Sacasa und seine Truppen dürfen die neutrale Zone bis 24. Dezember 1926 16:00 h auf dem Wasserweg mit ihren Waffen, falls sie das so wünschen, verlassen, andernfalls müssen sie sich entwaffnen und diese Waffen beim Befehlshaber der Landungstruppen der Cleveland abgeben.
Der Rundfunksender darf nur reine Nachrichten senden und diese Nachrichten dürfen nicht zur Verfolgung von Feindseligkeiten beeinflussen.“

### Pacto del Espino Negro
Mit dem Pacto del Espino Negro wurde der Guerra Constitucionalista beendet.
José María Moncada Tapia war bis zum 4. Mai 1929 Divisionsgeneral der Truppen der Partido Liberal, dann schloss er bei Tipitapa  mit dem US-Sondergesandten Henry L. Stimson unter einer Espino Negro den Pacto del Espino Negro. Als Dolmetscher brachte Moncada seinen Neffen Anastasio Somoza García mit, welcher in der Folge mit dem Aufbau der Guardia Nacional de Nicaragua betraut wurde.